# Prinsesse Benedikte (Schiff)
Die Prinsesse Benedikte ist eine kombinierte RoRo- und Eisenbahnfähre der Scandlines Danmark, die seit 1997 auf der Vogelfluglinie eingesetzt wird.

## Geschichte
Das Schiff wurde bei der Werft Ørskov Christensen Staalskibsværft in Frederikshavn gebaut und am 7. Mai 1997 getauft. Die Ablieferung erfolgte am 17. Oktober 1997. Seit dem 1. November 1997 wird das Schiff auf der Vogelfluglinie eingesetzt.
Am 13. Februar 1999 kollidierte das Schiff mit der Kaimauer in Puttgarden. Das Schiff wurde in Frederikshavn  bei der Bauwerft repariert. 
Am 11. März 2015 wurde das Schiff bei der Werft Remontowa in Danzig aus einem Schwimmdock ausgedockt. Dabei krängte das Schwimmdock um 13 Grad, wodurch das Schiff vom Kielblock abrutschte. In dessen Folge schlug das Schiff leck und der Maschinenraum wurde überflutet. Ab dem 15. April 2015 wurde die Mercandia VIII als Ersatzfähre eingesetzt. Nach den Reparaturarbeiten kehrte das Schiff am 9. Juli 2015 zurück, wurde allerdings wenig später erneut außer Betrieb genommen und lag wieder in Rødbyhavn. Seit dem 16. Juli 2015 ist die Prinsesse Benedikte wieder im regelmäßigen Einsatz.
Am 14. Dezember 2019 transportierte das Schiff den letzten Eurocity auf dem Eisenbahntrajekt der Vogelfluglinie nach Norden.

## Schwesterschiff
Die Prinsesse Benedikte ist das Schwesterschiff der Prins Richard. Die beiden Schiffe sind nach dem Prinzenpaar Richard zu Sayn-Wittgenstein-Berleburg und Benedikte von Dänemark benannt, die am 3. Februar 1968 heirateten.
Die ebenfalls 1997 in Dienst gestellten Neubauten der Scandlines Deutschland GmbH, die Deutschland und Schleswig-Holstein haben nahezu gleiche Hauptparameter, weisen jedoch Unterschiede im Design und in der Gestaltung des Fahrgastbereiches auf.

## Umweltfreundliche Technologien
Im Zeitraum 2013–2014 wurde auf allen vier Fährschiffen der Vogelfluglinie (Prins Richard, Prinsesse Benedikte, Deutschland und Schleswig-Holstein) umweltfreundliche Technologien eingebaut. Ein neuer Hybridantrieb kombiniert Verbrennungsmotor und Elektroantrieb, wobei überschüssige Energie in Batterien gespeichert wird. Nach Angaben der Reederei können auf diese Weise bis zu 15 Prozent der CO2-Emissionen eingespart werden. Zusätzlich wurden Gaswäscher zur Abgasreinigung eingebaut.